# Kryptos

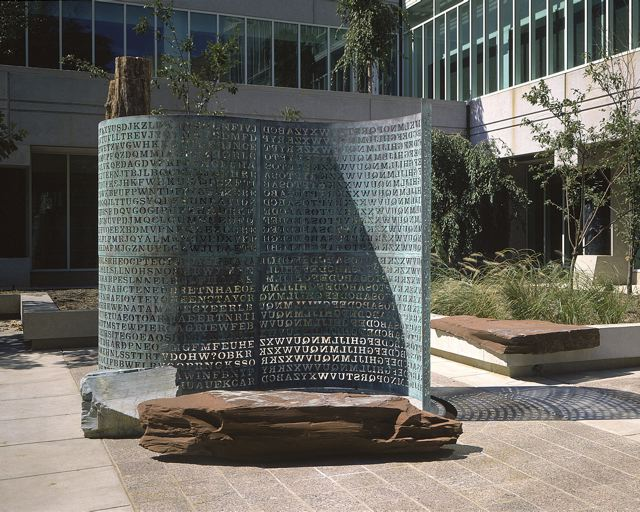
Fotografía de la escultura ubicada en el cuartel general de la CIA en Langley, Virginia (imagen de Jim Sanborn)

Kryptos es una escultura instalada en el exterior de las oficinas de la CIA en Langley, Virginia (Estados Unidos) desde 1990. Fue encargada por la CIA al escultor Jim Sanborn.

## Origen
La CIA encargó la escultura a James Sanborn bajo la premisa de una obra de arte para exteriores que no sería vista por todos. La comisión fue a raíz de la construcción de un edificio detrás de los cuarteles generales. Sanborn bautizó a su obra como Kryptos por el vocablo griego que significa escondido, y no reveló el significado del código tallado en ella. Está hecha de bronce y tiene 4 m de altura, en forma de S. Contiene 865 caracteres en los que se ocultan cuatro mensajes cifrados. Estos mensajes están escritos en inglés y contienen errores gramaticales intencionados y son un acertijo. Además de la escultura principal (la "S" de bronce), se encuentran dispersas en la zona varias piezas con más partes del código, como fragmentos de piedra inscritos con código Morse parcialmente enterrados.

## Intentos para descifrar el código
Sólo tres de los cuatro mensajes han sido descifrados. David Stein, un analista de la CIA, y Jim Gillogly, un informático californiano, fueron los primeros en descifrarlos. La última parte, compuesta de 97 o 98 caracteres (dependiendo de si en el texto se incluye o no el signo de pregunta entre esta sección y la anterior), no ha podido ser resuelta aún.
A raíz del misterio del código sin descifrar de la escultura, se ha generado una cultura propia en torno al lenguaje empleado en Kryptos. Como ejemplo, el cuarto fragmento es conocido popularmente como K4.

## Texto de la escultura
| EMUFPHZLRFAXYUSDJKZLDKRNSHGNFIVJ YQTQUXQBQVYUVLLTREVJYQTMKYRDMFD VFPJUDEEHZWETZYVGWHKKQETGFQJNCE GGWHKK?DQMCPFQZDQMMIAGPFXHQRLG TIMVMZJANQLVKQEDAGDVFRPJUNGEUNA QZGZLECGYUXUEENJTBJLBQCRTBJDFHRR YIZETKZEMVDUFKSJHKFWHKUWQLSZFTI HHDDDUVH?DWKBFUFPWNTDFIYCUQZERE EVLDKFEZMOQQJLTTUGSYQPFEUNLAVIDX FLGGTEZ?FKZBSFDQVGOGIPUFXHHDRKF FHQNTGPUAECNUVPDJMQCLQUMUNEDFQ ELZZVRRGKFFVOEEXBDMVPNFQXEZLGRE DNQFMPNZGLFLPMRJQYALMGNUVPDXVKP DQUMEBEDMHDAFMJGZNUPLGEWJLLAETG | ABCDEFGHIJKLMNOPQRSTUVWXYZABCD AKRYPTOSABCDEFGHIJLMNQUVWXZKRYP BRYPTOSABCDEFGHIJLMNQUVWXZKRYPT CYPTOSABCDEFGHIJLMNQUVWXZKRYPTO DPTOSABCDEFGHIJLMNQUVWXZKRYPTOS ETOSABCDEFGHIJLMNQUVWXZKRYPTOSA FOSABCDEFGHIJLMNQUVWXZKRYPTOSAB GSABCDEFGHIJLMNQUVWXZKRYPTOSABC HABCDEFGHIJLMNQUVWXZKRYPTOSABCD IBCDEFGHIJLMNQUVWXZKRYPTOSABCDE JCDEFGHIJLMNQUVWXZKRYPTOSABCDEF KDEFGHIJLMNQUVWXZKRYPTOSABCDEFG LEFGHIJLMNQUVWXZKRYPTOSABCDEFGH MFGHIJLMNQUVWXZKRYPTOSABCDEFGHI  |
| ENDYAHROHNLSRHEOCPTEOIBIDYSHNAIA CHTNREYULDSLLSLLNOHSNOSMRWXMNE TPRNGATIHNRARPESLNNELEBLPIIACAE WMTWNDITEENRAHCTENEUDRETNHAEOE TFOLSEDTIWENHAEIOYTEYQHEENCTAYCR EIFTBRSPAMHHEWENATAMATEGYEERLB TEEFOASFIOTUETUAEOTOARMAEERTNRTI BSEDDNIAAHTTMSTEWPIEROAGRIEWFEB AECTDDHILCEIHSITEGOEAOSDDRYDLORIT RKLMLEHAGTDHARDPNEOHMGFMFEUHE ECDMRIPFEIMEHNLSSTTRTVDOHW?OBKR UOXOGHULBSOLIFBBWFLRVQQPRNGKSSO TWTQSJQSSEKZZWATJKLUDIAWINFBNYP VTTMZFPKWGDKZXTJCDIGKUHUAUEKCAR  | NGHIJLMNQUVWXZKRYPTOSABCDEFGHIJL OHIJLMNQUVWXZKRYPTOSABCDEFGHIJL PIJLMNQUVWXZKRYPTOSABCDEFGHIJLM QJLMNQUVWXZKRYPTOSABCDEFGHIJLMN RLMNQUVWXZKRYPTOSABCDEFGHIJLMNQ SMNQUVWXZKRYPTOSABCDEFGHIJLMNQU TNQUVWXZKRYPTOSABCDEFGHIJLMNQUV UQUVWXZKRYPTOSABCDEFGHIJLMNQUVW VUVWXZKRYPTOSABCDEFGHIJLMNQUVWX WVWXZKRYPTOSABCDEFGHIJLMNQUVWXZ XWXZKRYPTOSABCDEFGHIJLMNQUVWXZK YXZKRYPTOSABCDEFGHIJLMNQUVWXZKR ZZKRYPTOSABCDEFGHIJLMNQUVWXZKRY ABCDEFGHIJKLMNOPQRSTUVWXYZABCD |

## En la cultura popular
La escultura tiene una breve aparición en la novela El símbolo perdido.